# Golzow (Mittelmark)
För andra betydelser, se Golzow.
Golzow är en kommun och ort i östra Tyskland, belägen i Landkreis Potsdam-Mittelmark i förbundslandet Brandenburg, 17 km söder om Brandenburg an der Havel och omkring 65 km väster om Berlin. Kommunen administreras som en del av kommunalförbundet Amt Brück, vars säte ligger i den närbelägna staden Brück.
Genom Golzow rinner den mindre floden Plane. Till ortens största sevärdheter hör bykyrkan, samt brännerimuseet i den gamla herrgårdsbyggnaden, som även har en mindre utställning om traktens historia och historiska jordbruksredskap.
Orten ligger vid förbundsvägen Bundesstrasse 102, med anslutning mot Brandenburg an der Havel och motorvägen A2 norrut samt mot Bad Belzig söderut.